# Шурц (Невада)
Шурц (англ. Schurz) — переписна місцевість (CDP) в США, в окрузі Мінерал штату Невада. Населення — 656 осіб (2020).

## Географія
Шурц розташований за координатами 38°56′13″ пн. ш. 118°47′31″ зх. д. / 38.93694° пн. ш. 118.79194° зх. д. (38.936924, -118.791863).  За даними Бюро перепису населення США в 2010 році переписна місцевість мала площу 151,61 км², з яких 149,54 км² — суходіл та 2,08 км² — водойми.

### Клімат
| Клімат : Шурц         | Клімат : Шурц | Клімат : Шурц | Клімат : Шурц | Клімат : Шурц | Клімат : Шурц | Клімат : Шурц | Клімат : Шурц | Клімат : Шурц | Клімат : Шурц | Клімат : Шурц | Клімат : Шурц | Клімат : Шурц | Клімат : Шурц |
| Показник              | Січ.          | Лют.          | Бер.          | Квіт.         | Трав.         | Черв.         | Лип.          | Серп.         | Вер.          | Жовт.         | Лист.         | Груд.         | Рік           |
| Середній максимум, °C | 7,8           | 11,7          | 16,1          | 20,0          | 24,4          | 28,9          | 33,9          | 33,3          | 28,9          | 22,2          | 15,0          | 9,4           | 21,1          |
| Середній мінімум, °C  | −8,3          | −5,6          | −2,8          | 0,6           | 5,0           | 8,3           | 11,7          | 10,0          | 5,0           | 0,0           | −4,4          | −7,2          | 1,1           |
| Норма опадів, мм      | 13            | 13            | 10            | 13            | 15            | 10            | 8             | 8             | 8             | 10            | 10            | 15            | 137           |
| --------------------- | ------------- | ------------- | ------------- | ------------- | ------------- | ------------- | ------------- | ------------- | ------------- | ------------- | ------------- | ------------- | ------------- |
| Джерело: Weatherbase  |               |               |               |               |               |               |               |               |               |               |               |               |               |

## Демографія
Згідно з переписом 2010 року, у переписній місцевості мешкало 658 осіб у 281 домогосподарстві у складі 171 родини. Густота населення становила 4 особи/км².  Було 322 помешкання (2/км²).
Расовий склад населення:
| - 83,4 % — корінних американців - 11,6 % — білих - 1,1 % — осіб інших рас |

До двох чи більше рас належало 4,0 %. Частка іспаномовних становила 9,0 % від усіх жителів.
За віковим діапазоном населення розподілялося таким чином: 24,5 % — особи молодші 18 років, 60,5 % — особи у віці 18—64 років, 15,0 % — особи у віці 65 років та старші. Медіана віку мешканця становила 40,1 року. На 100 осіб жіночої статі у переписній місцевості припадало 90,2 чоловіків;  на 100 жінок у віці від 18 років та старших — 97,2 чоловіків також старших 18 років.
Середній дохід на одне домашнє господарство  становив 37 930 доларів США (медіана — 27 875), а середній дохід на одну сім'ю — 44 296 доларів (медіана — 32 000). Медіана доходів становила 34 167 доларів для чоловіків та 31 875 доларів для жінок. За межею бідності перебувало 34,2 % осіб, у тому числі 52,9 % дітей у віці до 18 років та 18,4 % осіб у віці 65 років та старших.
Цивільне працевлаштоване населення становило 253 особи. Основні галузі зайнятості: публічна адміністрація — 21,3 %, освіта, охорона здоров'я та соціальна допомога — 19,0 %, будівництво — 13,0 %, роздрібна торгівля — 10,7 %.